# Djingareybermoskéen
Djingareybermoskéen er en moské i Timbuktu i Mali. Moskéen blev bygget omkring 1325 af Malirigets hersker Mansa Musa, efter han var vendt tilbage til Timbuktu fra en pilgrimsfærd til Mekka.
Den centrale minaret dominerer Timbuktus bybillede og kan ses fra store dele af byen.